# پیر بهارک
پیر بهارک (نام علمی: Conyza) نام یک سرده از تیره کاسنیان است.